# Campoli Appennino
Campoli Appennino település Olaszországban, Lazio régióban, Frosinone megyében. Lakosainak száma 1614 fő (2023. január 1.). Campoli Appennino Alvito, Broccostella, Pescasseroli, Pescosolido, Posta Fibreno, Sora és Villavallelonga községekkel határos.

## Népesség
A település népessége az elmúlt években az alábbi módon változott:
| Lakosok száma | 1696 | 1686 | 1614 |
|               | 2017 | 2018 | 2023 |